# Richard Henry Lee
Pour les articles homonymes, voir Richard Lee (homonymie) et Lee.
Richard Henry Lee (20 janvier 1732 – 19 juin 1794) est un homme politique américain, sixième président du Second Congrès continental sous le régime des Articles de la Confédération entre le 30 novembre 1784 et le 22 novembre 1785.
Il est particulièrement célèbre pour avoir déposé le 7 juin 1776, la Resolution of independence qui sera acceptée par le Congrès le 2 juillet et qui conduira à la rédaction de la Déclaration d'indépendance des États-Unis.
Et pourtant, une dizaine d’années plus tard, lorsque la Constitution était sur le point d’être ratifiée, 

« un homme aussi modéré que Richard Henry Lee, tout en reconnaissant que la Constitution avait des qualités, lui reprochait de manquer du plus important des facteurs : une véritable représentation du peuple. « Tout homme qui réfléchit doit voir que le changement qui nous est proposé est un transfert de pouvoir de la masse au petit nombre. » Mais il ne tenait pas compte de la possibilité d’amender la Constitution, possibilité qui allait un jour lui donner satisfaction »

— André Maurois
En rétrospectif, Lee a été un des premiers partisans de la possession d’armes aux États-Unis « pour défendre la liberté individuelle », un argument clé de la National Rifle Association et seulement de nos jours sujet à des controverses.

## Famille
Né à Stratford, dans le comté de Westmoreland (Virginie) le 20 janvier 1732, il était le fils du colonel Thomas Lee et d'Hannah Harrison Ludwell (en) (1701-1750). Il était le grand-oncle de Robert Lee. Il fut envoyé en Angleterre pour étudier à la Queen Elizabeth Grammar School de Wakefield (en) dans le Yorkshire. En 1752, il retourna en Virginie et commença une carrière de juriste.